# Evenimentul Zilei
Evenimentul zilei (перевод с рум. «событие дня») — одна из ведущих газет в Румынии. Издаётся в Бухаресте, на румынском языке. Ежедневный продаваемый тираж 110000.

## История
Первый выпуск газеты был выпущен 22 июня 1992 года. Газета стала первым ежедневным таблоидом Румынии.
Газета была основана сразу после падения коммунизма в Румынии, и как многие газеты в годы ранней румынской журналистики, фактически придумывала статьи. Иногда газета печатала совсем причудливые истории, например, такие как «Контрабанда безголовых кошек».
Однако наиболее известной стала серия статей о курице, которая родила живого цыплёнка. Оригинальная статья была опубликована 2 октября 1993 года. Так как многие читатели были заинтересованы в более подробной информации, газета продолжила публикацию статей об этом событии, якобы имевшем место в Республике Молдова (во что действительно трудно поверить), публикуя показания предполагаемого ведущего молдавского учёного. Автор данных статей позже сказал, что он составил их, потому что тогдашний главный редактор газеты требовал от каждого репортёра писать по три статьи каждый день, и рассчитывал, что на статью не обратят внимание.
В 1993 году газета достигла своего пика ежедневного тиража в 675 000 экз.
В 1998 году газета была приобретена немецкой компанией Gruner+Jahr (которая, в свою очередь, принадлежала международному медиаконцерну Bertelsmann), которая позже, в 2003 году продала её швейцарской медиа-компании Ringier, при этом представители Ringier заявили, что не будет оказываться никакого прямого или косвенного вмешательства в редакционную политику газеты.
В сентябре 2004 года более чем 50 журналистов газеты протестовали против решений, принятых менеджментом Ringier. Журналисты жаловались, что иностранные хозяева давали им указания уменьшить освещение политических событий и смягчить их негативные репортажи о правительстве. Их обеспокоенность была подтверждена различными организациями, в том числе Фондом Сороса. После этого скандала газета стала ярым борцом с коррупцией в правительстве.
В период выборной кампании 2004 года газета критиковала действующего премьер-министра А. Нэстасе, который в результате не смог переизбраться.
Через 10 дней после поражения Нэстасе на выборах, компания-собственник Ringier отправила главного редактора газеты в командировку в Бакэу и начала менять редакционную политику, меняя направление газеты на таблоид — «жёлтую» прессу. В ответ 80 журналистов подписали протест против этого решения и организовали митинги перед швейцарским посольством и посольствами стран ЕС. Последующие переговоры были безуспешными, и 4 января 2005 года более 30 журналистов уволились.
В 2005 году платные тиражи газеты снизились по крайней мере на 40 % на более чем 100 000 человек.
До 2008 года газета имела несколько региональных отделений, но в конечном счёте осталась только в Бухаресте.
В 2010 году Ringier продал газету компании Editura Evenimentul și Capital.